# Dismas

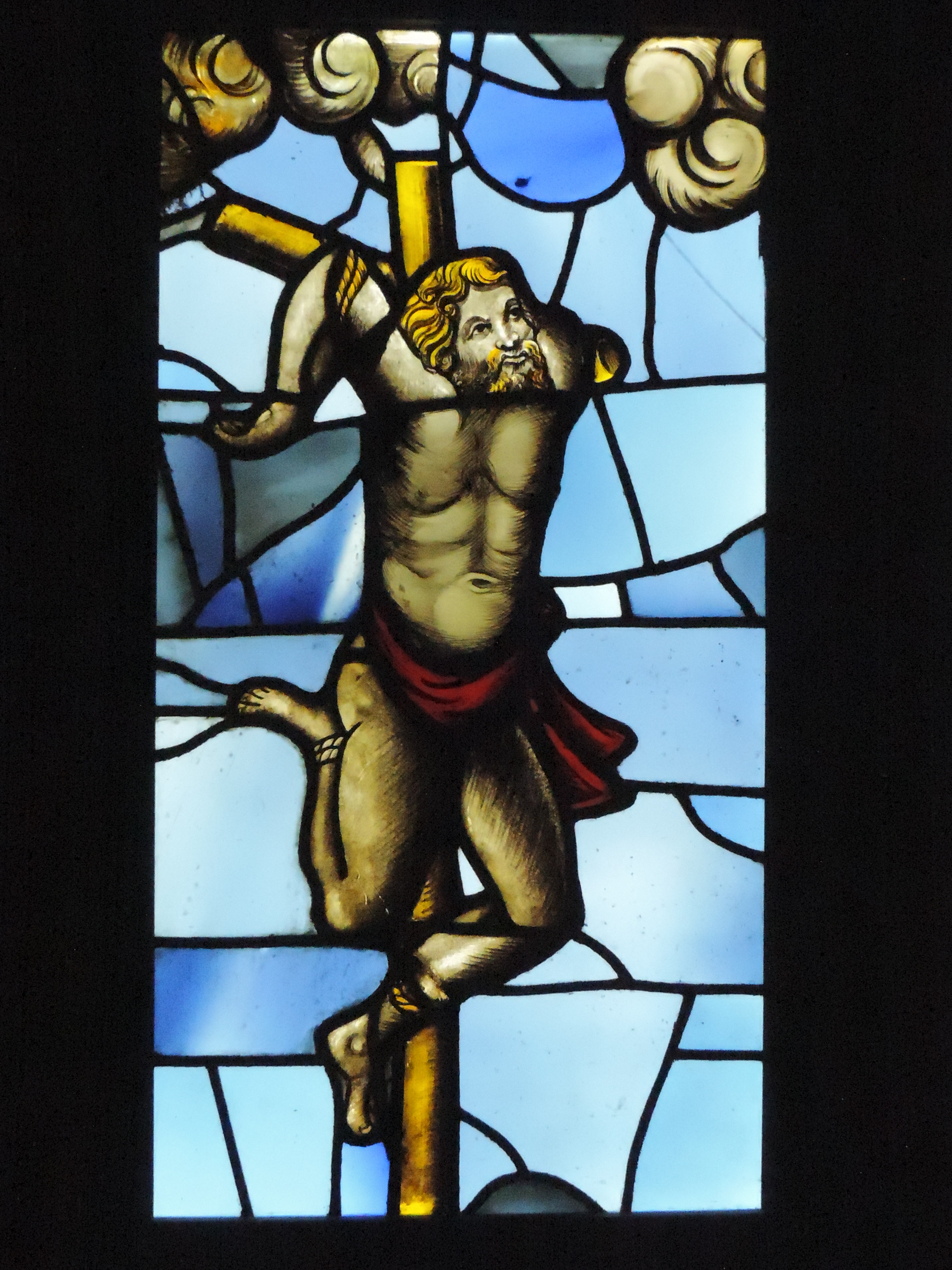
Dismas.

Dismas är det namn som traditionellt har givits åt den "botfärdige rövaren" som korsfästes tillsammans med Jesus på Golgata. Enligt Lukasevangeliet 23:42 sade han till Jesus: "Jesus, tänk på mig när du kommer med ditt rike". Jesus svarade då: ”Sannerligen, redan i dag skall du vara med mig i paradiset” (23:43).
Dismas vördas som helgon inom Romersk-katolska kyrkan och firas den 25 mars.
Namnet Dismas förekommer inte i Bibeln; Dismas härleds från grekiskans δυσμη och förekommer i det apokryfa Nikodemusevangeliet.